# Ocimeae
Ocimeae, tribus biljaka iz porodice usnatica, dio potporodice Nepetoideae. Sastoji se od najmanje pet podtribusa, kojima su pridodana još dva.
Opisao ga je Dumort.

## Opis
Ocimeae je kladus unutar Lamiaceae uključujući bosiljak (Ocimum spp.), lavandu (Lavandula spp.) i srodne taksone. Monofilnost skupine potkrijepljena je prisutnošću dorzalno savijenih sintetičkih prašnika (Paton et al. 2004). Vrste Ocimuma koriste se kao kulinarske biljke, dok su vrste Lavandula značajni izvori eteričnih ulja. 

## Podtribusi i rodovi
1. Tribus Ocimeae Dumort.
  1. Subtribus Ociminae (Dumort.) J.A.Schmidt
    1. Ocimum L. (65 spp.)
    2. Syncolostemon E.Mey. ex Benth. (51 spp.)
    3. Orthosiphon Benth. (43 spp.)
    4. Fuerstia T.C.E.Fr. (9 spp.)
    5. Hoslundia Vahl (1 sp.)
    6. Basilicum Moench (1 sp.)
    7. Benguellia G.Taylor (1 sp.)
    8. Catoferia (Benth.) Benth. (4 spp.)
    9. Endostemon N.E.Br. (21 spp.)
    10. Haumaniastrum P.A.Duvign. & Plancke (35 spp.)
    11. Platostoma Beauverd (51 spp.)

  2. Subtribus Plectranthinae Endl.
    1. Alvesia Welw. (3 spp.)
    2. Aeollanthus Mart. ex Spreng. (44 spp.)
    3. Tetradenia Benth. (20 spp.)
    4. Thorncroftia N. E. Br. (6 spp.)
    5. Plectranthus L´Hér. (77 spp.)
    6. Capitanopsis S. Moore (6 spp.)
    7. Equilabium Mwany., A.J.Paton & Culham (42 spp.)
    8. Coleus Lour. (304 spp.)
    9. Paralamium Dunn (1 sp.)

  3. Subtribus Melissinae Dumort.
    1. Melissa L. (4 spp.)
    2. Heterolamium C.Y.Wu (2 spp.)